# Струков, Александр Петрович
Александр Петрович Струков (1840—1911) — генерал от кавалерии, герой русско-турецкой войны 1877—1878 годов. Внук генерала А. Ф. Арбузова.

## Биография
Один из восьми сыновей богатейшего помещика Екатеринославской губернии генерал-майора Петра Ананьевича Струкова (1803—1881) от брака его с фрейлиной Анной Алексеевной Арбузовой (1820—1882); родился 18 (30) июля 1840 года
Образование получил в Пажеском корпусе, из которого выпущен 30 июня 1858 года корнетом в лейб-гвардии Конный полк. В этом полку последовательно получил чины поручика (23 апреля 1861 года), штабс-ротмистра (19 апреля 1864 года), причём по производству в последний чин был назначен адъютантом главнокомандующего войсками гвардии и Петербургского военного округа, и ротмистра (30 августа 1867 года) и был награждён орденами Св. Анны 3-й степени (в 1865 году) и Св. Станислава 2-й степени с императорской короной (в 1867 году). Был произведён в полковники 17 апреля 1870 года.

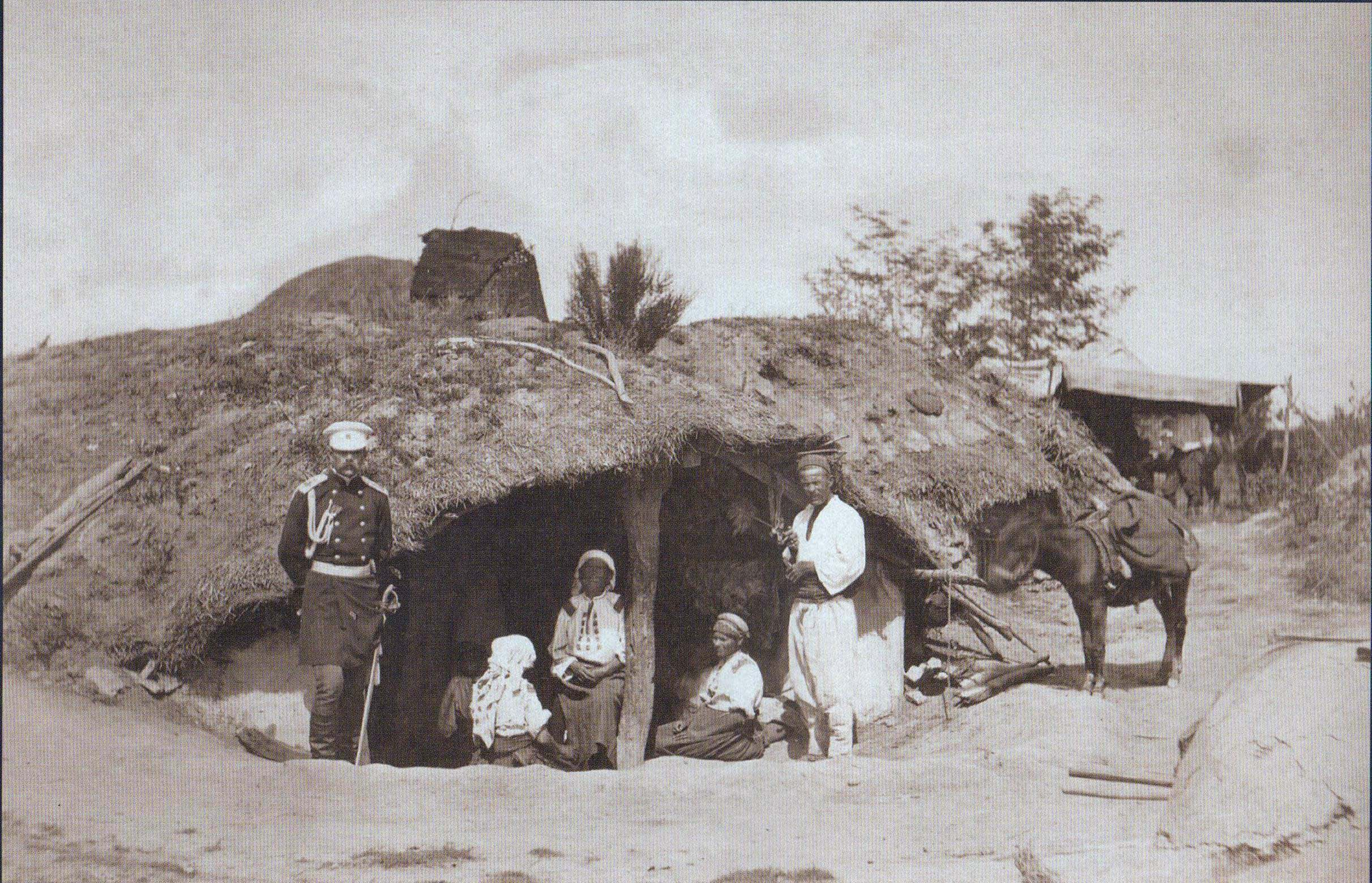
Генерал Струков перед домом жителей Горной Студены(Болгария), 1877 г.

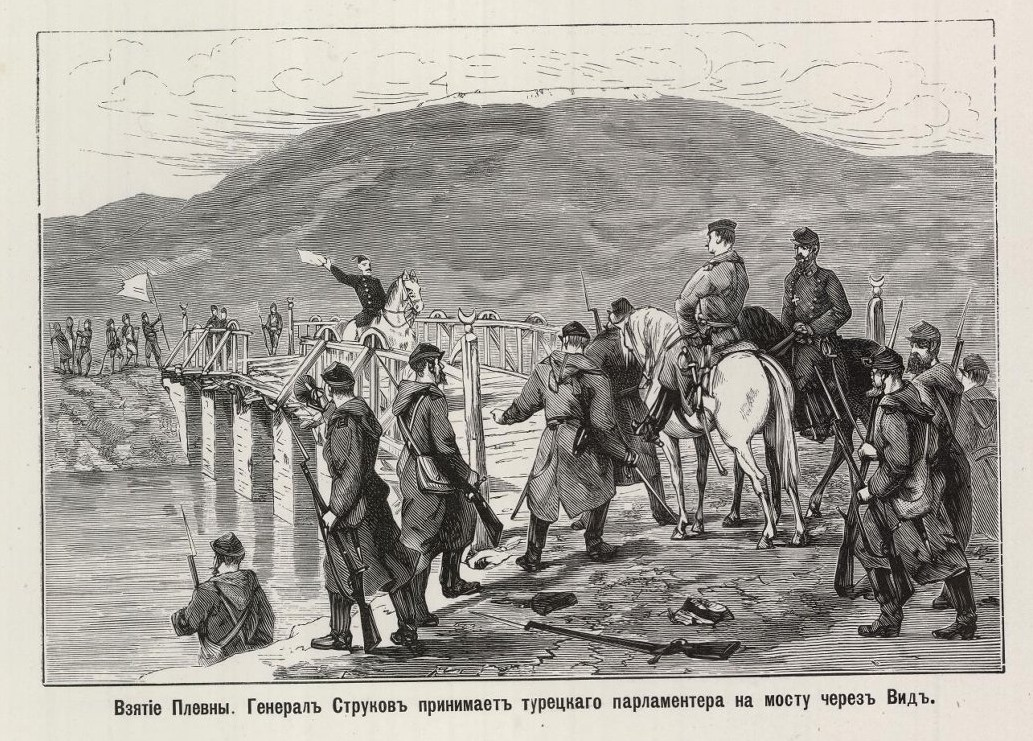
Плевна. Турецкий парламентёр, выкидывающий белый флаг перед генералом Струковым, 1877 г.

В качестве адъютанта великого князя Николая Николаевича Старшего участвовал в русско-турецкой войне 1877—1878 годов и за отличие был награждён золотым палашом с надписью «За храбрость» (23 июня 1877 года), чином генерал-майора с зачислением в Свиту Его Величества (со старшинством от 10 июля 1877 года); 21 июня 1877 года был удостоен ордена Св. Георгия 4-й степени
За отличие против Турок в 1877 году, при минном заграждении Дуная у Парапана.
За отличие при штурме Плевны получил мечи к ордену Св. Владимира 3-й степени. Лично встречал турецкого парламентёра с известием о решении сдать Плевну русским войскам.
После Плевны Струков состоял начальником авангарда у генерала М. Д. Скобелева. Затем перешёл через Балканы и взял в плен Османа-пашу. Генерал И. С. Ганецкий писал в своём рапорте: «Не могу также не засвидетельствовать о пользе, принесённой свиты Его Величества генерал-майором Струковым, во всё время боя состоявшим при мне. Генерал этот, наблюдая за ходом дела, постоянно докладывал мне обо всём замеченном и брал даже на себя труд передавать приказания в войска».

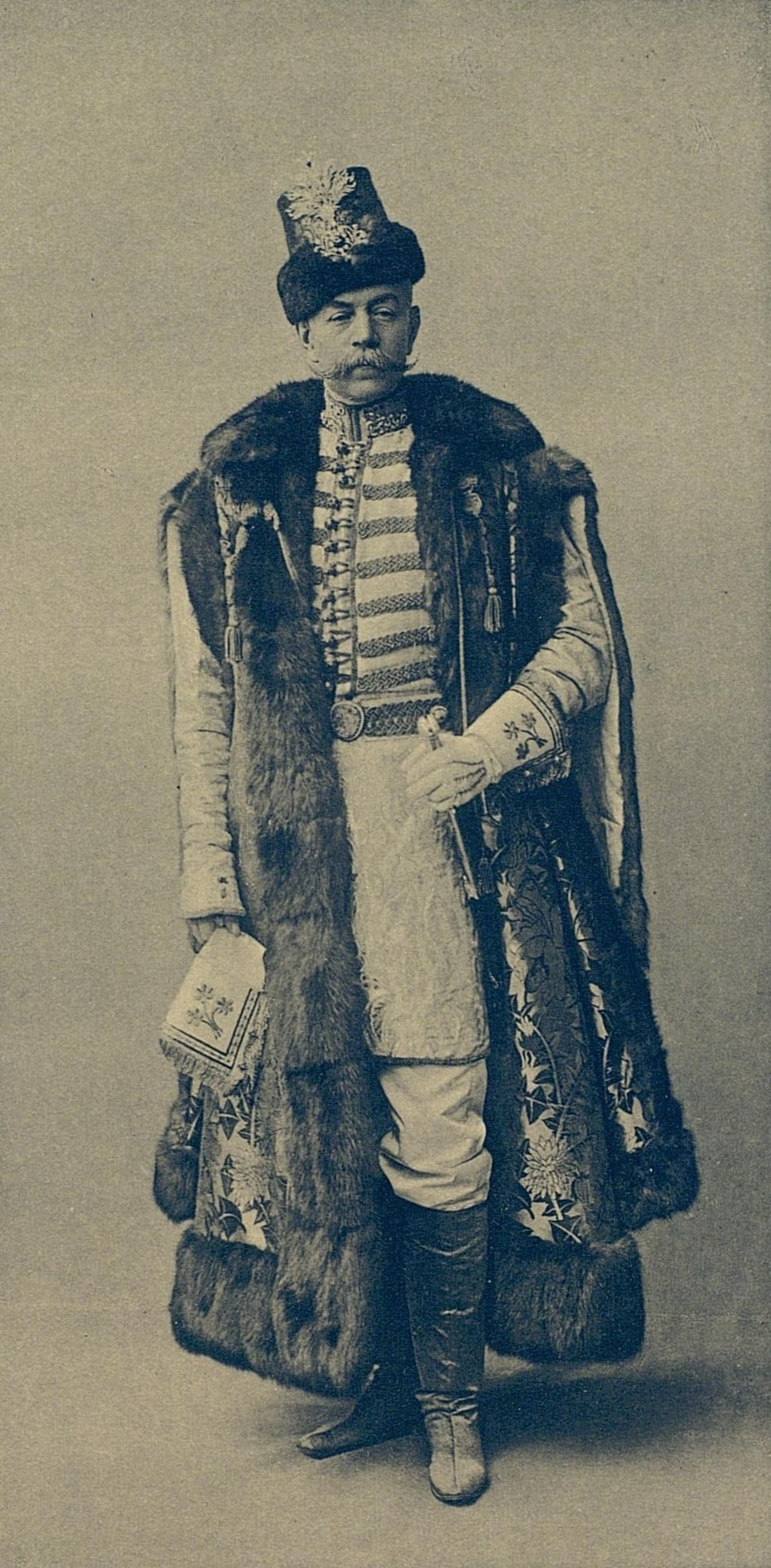
Костюмированный бал 1903 года

В январе Струков, командуя небольшим кавалерийским авангардным отрядом, атаковал и захватил железнодорожный узел Семенли, тем самым открыв путь генералу Скобелеву(2-му) на Адрианополь. Струков писал в донесении: «Турки в панике побежали из редута и зажгли мост, что не дало возможности преследовать. Драгуны спешены и пущены были на мост и тотчас потушили. Набег был так быстр, что станция захвачена неиспорченной». Затем он дошёл до Адрианополя и не входя в город занял окружающие его деревни и главный Адрианопольский арсенал, дожидаясь подхода основных сил. Захваченный врасплох двухтысячный турецкий гарнизон оставил крепость без боя. Как свидетельствует В. В. Верещагин, находившийся во время этой операции в отряде Струкова, «Сулейман присылал телеграмму за телеграммой о заготовке вагонов для немедленной доставке его армии в Адрианополь. Его депеши достались Струкову в руки, и можно было видеть по ним, что турки, гонимые Гурко от Филиппополя, ждали нас и с этой стороны, но, конечно, не воображали, что мы перережем им дорогу».
2 марта 1878 года Струков был назначен командиром лейб-гвардии Уланского полка; в том же году награждён орденом св. Станислава 1-й степени и золотой, бриллиантами украшенной, саблей с надписью «За военные подвиги за Балканами 1878 г.» (23 марта), а в 1881 году — орденом Св. Анны 1-й степени.
30 августа 1881 года Струков был назначен командиром 3-й бригады 2-й гвардейской кавалерийской дивизии; 26 июня 1883 года назначен командующим 4-й кавалерийской дивизией; в 1884 году награждён орденом св. Владимира 2-й степени. 30 августа 1886 года получил чин генерал-лейтенанта с утверждением в должности; в 1889 году награждён орденом Белого орла. 7 января 1892 года назначен начальником 1-й гвардейской кавалерийской дивизии.
24 февраля 1893 года назначен инспектором ремонтирования кавалерии и бригад кавалерийского запаса, а в 1894 году награждён орденом св. Александра Невского; 6 декабря 1898 года произведён в генералы от кавалерии, в 1903 году назначен генерал-адъютантом и с 1907 года состоял по гвардейской кавалерии.
В литературе иногда встречается утверждение, что Александр Петрович Струков был членом Государственного совета Российской империи; это явная ошибка — в данном случае его путают с гофмейстером Ананием Петровичем Струковым.
Скончался 14 (27) октября 1911 года в Петергофе, был похоронен в крипте петергофской Петропавловской церкви.
Верещагин в своих записках о русско-турецкой войне уделил немало места А. П. Струкову, в частности дал ему следующую характеристику: 

«Я не знаю офицера более исполнительного, дисциплинированного, чем Струков. Это тип образцового, методичного кавалериста: с маленькою головой, сухощавый, так что кожа обтягивает прямо кости и мускулы… С огромными усами, меланхолическим взором, он постоянно подёргивается, но хорошо владеет собой и почти никогда не теряет ровного расположения духа. Я положительно дивился выносливости и подвижности этого человека»

## Награды
российские:
- Орден Святой Анны 2-й ст. (1873)
- Орден Святого Владимира 3-й ст. (1876)
- Мечи к Ордену Святого Владимира 3-й ст. (1876)
- Золотой палаш «За храбрость» (1877)
- Орден Святого Георгия 4-й ст. (1877)
- Орден Святого Станислава 1-й ст. (1878)
- Золотая сабля «За храбрость» украшенная бриллиантами с надписью «За военные подвиги на Балканах 1878» (1878)
- Орден Святой Анны 1-й ст. (1881)
- Орден Святого Владимира 2-й ст. (1884)
- Орден Белого Орла (1889)
- Орден Святого Александра Невского (1894)
- Бриллиантовые знаки к Ордену Святого Александра Невского (1901)
- Орден Святого Владимира 1-й ст. (1907)

иностранные:
- Саксен-Веймарский Орден Белого сокола (1869)
- Вюртенбергский Орден Вюртембергской короны командорский крест (1871)
- Прусский Орден Красного Орла 2-й ст. (1872)
- Турецкий Орден Османие 3-й ст. (1872)
- Австрийский орден Железной короны 2-й ст. (1874)
- Прусский Орден Короны со звездой (1878)
- Румынская Медаль за военные заслуги[англ.] (1878)
- Черногорская медаль (1878)
- Сербский Орден Таковского креста большой офицерский крест (1878)
- Сербская золотая медаль «За храбрость» (1878)
- Итальянский Орден Короны Италии, большой офицерский крест (1886)
- Французский Орден Почётного Легиона, большой офицерский крест (1893)
- Австрийский орден Железной короны 1-й ст. (1897)
- Прусский Орден Красного Орла 1-й ст. (1897)
- Абиссинский Орден Печати Соломона 1-й ст. (1898)
- Румынский Орден Звезды Румынии, большой крест (1899)
- Датский Орден Данеброг, большой крест (1901)